# Jordi Freixas Cortés
Jordi Freixas Cortés (Barcelona, 21 de abril de 1917 - Tiana, 4 de febrero de 1984) es uno de los nombres más importantes de la pintura catalana de la posguerra. Fue un pintor de la "generación perdida", como la denominó el crítico Rafael Santos Torroella refiriéndose a su propia quinta: la de los hombres y mujeres a los que la Guerra Civil y la inmediata Segunda Guerra Mundial truncaron la juventud por la mitad, y compañero de tribulaciones de José María Mallol Suazo, Juan Palet, Luis Pallarès, Juan Barbeta, un grupo de artistas que A. del Castillo denominaba "neorománticos".
Formado en la Escuela de la Lonja y, posteriormente, con Francesc Labarta, Freixas fue pedagogo insigne y mentor de numerosas promociones de artistas jóvenes. De esa etapa inicial, la crítica elogia "la lírica de sus acordes grises". Pasa una temporada en París, donde puede admirar los cuadros de Sisley y de Seurat con los que la crítica le había comparado. Según Luis Monreal y Tejada, su estancia en París y el consiguiente aprendizaje adquirido en esa visita a la capital francesa consiguieron que su pintura se convirtiera en la obra propia de un gran pintor.
A partir de 1958, Freixas combina la óptica figurativa y la abstracta, hecho que divide a la crítica. Donde unos ven un enriquecimiento en la línea de Bonnard, de Dufy, de Lurçat, o "una sensación ambiental de pura poesía plástica", otros deploran el abandono del estilo anterior de este "levantino enamorado de la luz y del color".
En la última etapa de su vida, Jordi Freixas vuelve a su búsqueda más cercana al impresionismo de "las cargas atmosféricas del paisaje" pero "enriquecida en él por las aportaciones del lenguaje informalista" 

## Galería de imágenes
- 1942 – Primera Medalla de Paisaje del Salón de Otoño. Mallorca
- 1961 - Premio de la Excma. Diputación Provincial de Barcelona
- 1962 - Premio de la Excma. Diputación Provincial de Vizcaya

- Museo de San Telmo
- Museo Nacional de Arte Cataluña (Aceite sobre lienzo)
- Museo Español, Museo de Arte Moderno (ahora Museo Nacional Centro de Arte Reina Sofía )
- MACBA